# Dysagrionidae
Famille
Synonymes
- †Dysagrioninae Cockerell, 1908

Sous-familles de rang inférieur
- †Dysagrioninae Cockerell, 1908
- †Petrolestinae Cockerell, 1927

Les Dysagrionidae sont une famille fossile d'insectes de l'ordre des Odonates.

## Classification
La famille des Dysagrionidae est créée en 1908 par le paléontologue américain Theodore Dru Alison Cockerell (1866-1948),.

### Fossiles
Selon Paleobiology Database en 2023, trente-trois collections de fossiles, pour soixante-quatre occurrences sont référencées : 
- Miocène, une collection de Bulgarie et une de Croatie ;
- Éocène, sept collections de Colombie-Britannique (Canada), une du Danemark, une d'Allemagne, deux de Russie, une du Royaume-Uni, treize des États-Unis (Colorado, Washington et Wyoming) ;
- Paléocène à l'Éocène, une collection en Alaska (États-Unis) ;
- Paléocène, trois collections de France ;
- Crétacé, une collection de Chine et une autre de Birmanie.

## Sous-familles
- †Dysagrioninae Cockerell, 1908 ;
- †Petrolestinae Cockerell, 1927.

## Liste des sous-familles et genres non affiliés
Selon IRMNG et TPDB en 2023, les genres par sous-famille et non affiliés s'établissent à vingt-et-un genres :
- † sous-famille des Dysagrioninae Cockerell, 1908 ;
  - † genre Allenbya Archibald and Cannings, 2022
  - † genre Dysagrion Scudder, 1878
  - † genre Dysagrionites Archibald & Cannings, 2021
  - † genre Electrophenacolestes Nel & Arillo, 2006
  - † genre Okanagrion Archibald & Cannings, 2021
  - † genre Okanopteryx Archibald & Cannings, 2021
  - † genre Phenacolestes Cockerell, 1908
  - † genre Primorilestes Nel et al., 2005
  - † genre Stenodiafanus Archibald & Cannings, 2021
- † sous-famille des Petrolestinae Cockerell, 1927
  - † genre Congqingia Zhang, 1992
  - † genre Petrolestes Cockerell, 1927
- genres non affiliés
  - † genre Burmadysagrion Zheng, Wang & Nel, 2020
  - † genre Electrodysagrion Zheng et al., 2017
  - † genre Eodysagrion Rust, Petrulevičius & Nel, 2008
  - † genre Menatagrion Nel & Jouault, 2022
  - † genre Oreodysagrion Bechly et al., 2020
  - † genre Palaeodysagrion Zheng et al., 2017
  - † genre Pseudopalaeodysagrion Bechly & Velten, 2023
  - † genre Tenebragrion Bechly et al., 2020
  - † genre Thanetophilosina Nel et al., 1997
  - † genre Tynskysagrion Bechly et al., 2020

### Publication originale
- [1908] (en) Theodore Dru Alison Cockerell, Fossil Insects from Florissant, Colorado, vol. 24, 1908, 59-69 p.